# Busseola phaia
Busseola phaia là một loài bướm đêm trong họ Noctuidae.